# José Ortiz (dessinateur)
Pour les articles homonymes, voir José Ortiz.
José Ortiz Moya, né le 1er septembre 1932 à Carthagène en Espagne et mort le 23 décembre 2013, à Valence en Espagne, est un dessinateur de bande dessinée espagnol.
Il a collaboré à de nombreuses reprises avec le scénariste Antonio Segura.

## Publications
- Le petit sauvage (1980, Éditions du Triton,  (ISBN 84-8513-813-9))
- L'Apocalypse (1982, Campus Éditions,  (ISBN 84-8513-813-9))

- Hombre, avec Antonio Segura

post-apocalyptique
- - HS1. Une humanité errante (1987, Kesselring,  (ISBN 2-88159-020-9))
  - HS2.  L'Héritage de l'humanité (1988, Kesselring,  (ISBN 2-88159-030-6))
  - T1.  L'Ombre du désespoir (1989, Magic strip,  (ISBN 2-8035-0190-2))
  - T2.  L'ultime ennemi (1989, Magic strip,  (ISBN 2-8035-0202-X))
  - T3.  Attila (1991, Soleil Productions,  (ISBN 2-87764-055-8))
  - T4.  Attila et les sept nains (1992, Soleil Productions,  (ISBN 2-87764-110-4))
  - T5.  Les Vautours (1994, Soleil Productions,  (ISBN 2-87764-110-4))
  - T1.  La Genèse - Une tombe en béton (1993, Soleil Productions,  (ISBN 2-87764-134-1))
  - T2.  La Genèse - La vallée de la vengeance (1993, Soleil Productions,  (ISBN 2-87764-135-X))
  - T3.  La Genèse - Le chasseur (1993, Soleil Productions,  (ISBN 2-87764-149-X))

- Burton & Cyb, avec Antonio Segura

Science-fiction : Deux minables escrocs auxquels il arrive plein de déboires.
- - 1. Escrocs de l'espace (1989, Comics USA,  (ISBN 2-87695-051-0))
  - 2. Loubards des étoiles (1989, Comics USA,  (ISBN 2-87695-101-0))
  - 3. Gangsters galactiques (1991, Comics USA,  (ISBN 2-87695-134-7))
  - 4. Pourritures planétaires (1992, Comics USA,  (ISBN 2-87695-176-2))

- Morgan, avec Antonio Segura
  - 1. Repose en paix  (1989, Les Humanoïdes associés,  (ISBN 2-7316-0600-2))
  - 2. Le Contrat  (1991, Soleil Productions,  (ISBN 2-87764-060-4))
  - 3. Le Zombie  (1991, Soleil Productions,  (ISBN 2-87764-069-8))
  - 4. Don Gaetano  (1992, Soleil Productions,  (ISBN 2-87764-099-X))
  - 5. Petits nègres et négriers  (1993, Soleil Productions,  (ISBN 2-87764-138-4))
  - 6. Les Vampires  (1993, Soleil Productions,  (ISBN 2-87764-142-2))

- Jean le Long (Juan el Largo) avec Antonio Segura
  - 1. Jean le Long (1990, Vaisseau d'argent,  (ISBN 2-87757-027-4))

Une histoire de pirate qui commence en 1665 en Colombie (à Carthagène des Indes)
- - 2. Le Lac des émeraudes (1991, Vaisseau d'argent,  (ISBN 2-87757-045-2))

- Jack l'Éventreur (Jack el Destripador) avec Antonio Segura (1992, Magic Strip,  (ISBN 2803502771))

Inspiré de l'histoire réelle de Jack l'Éventreur en 1888

## Prix
- 2013 : Prix Haxtur de l'« auteur que nous aimons », pour l'ensemble de sa carrière ; de la meilleure histoire longue pour Tex : La Grande Attaque (avec Claudio Nizzi)